# Еминенс (Мисури)
Еминенс (енгл. Eminence) град је у америчкој савезној држави Мисури.

## Демографија
По попису из 2010. године број становника је 600, што је 52 (9,5%) становника више него 2000. године.
| Група             | 2000.       | 2010.       |
| Белци             | 497 (90,7%) | 569 (94,8%) |
| Афроамериканци    | 5 (0,9%)    | 0 (0,0%)    |
| Азијати           | 0 (0,0%)    | 1 (0,2%)    |
| Хиспаноамериканци | 6 (1,1%)    | 5 (0,8%)    |
| Укупно            | 548         | 600         |